# San Zenón
San Zenón là một khu tự quản thuộc tỉnh Magdalena, Colombia. Thủ phủ của khu tự quản San Zenón đóng tại San Zenón Khu tự quản San Zenón có diện tích 233 ki lô mét vuông. Đến thời điểm ngày 28 tháng 5 năm 2005, khu tự quản San Zenón có dân số 8250 người.